# AIKATSU☆STARS!
AIKATSU☆STARS!(아이카츠☆스타즈!, 일본어: アイカツスターズ!)는 도쿄도 지요다구에 있는 『아키하바라 디어 스테이지』 소속 아이돌 유닛 이름. 현재는 전원이 졸업을 했다. 현재는 멤버들 전원의 개인 트위터가 있다. 선배 그룹은 STAR☆ANIS이며, 전임은 아이 엠 스타!, 후임은 아이카츠 프렌즈!. 음반회사는 란티스.

## 개요
- STAR☆ANIS에 이어 아케이드 게임, 텔레비전 애니메이션의 미디어 믹스 작품 《아이카츠!》의 가창 담당 유닛으로, 2014년 9월에 발족하였다. 2016년 4월 이후로는 유닛 이름과 같은 《아이카츠 스타즈!》에 등장하는 캐릭터의 가창을 담당하고 있다.

## 구성원
- 엔도루카(오오조라 아카리(아이카츠!), 시라토리 히메&후타바 아리아(아이카츠 스타즈!))-1990년9월 9일
- 후지시로리에(히카미 스미레(아이카츠!), 사쿠라바 로라&키자키 레이(아이카츠 스타즈!))
- 미라이미키(신죠 히나키(아이카츠!), 사오토메 아코(아이카츠 스타즈!))
- 아마네미호(쿠레바야시 쥬리&다이치 노노(아이카츠!), 카스미 요조라&하나조노 키라라(아이카츠 스타즈!))-1994년 8월 22일
- 마츠오카나나세(쿠로사와 린&시라카바 리사(아이카츠!), 키사라기 츠바사&시로가네 리리&나나쿠라 코하루(아이카츠 스타즈!))-1996년 9월 10일
- 호시자키 카나(아마하네 마도카&도지마 니나(아이카츠!), 카스미 마히루&니카이도 유즈(아이카츠 스타즈!))-1994년5월 30일
- 호리고시 세나(니지노 유메(아이카츠 스타즈!))

## STAR☆ANIS
- 아이자와리사(덴파구미.inc, 미츠이시 오리히메(아이 엠 스타!), 엘자 포르테(아이카츠 스타즈!))-1988년8월 2일

## 같이 보기
- STAR☆ANIS
- BEST FRIENDS!
- STARRY PLANET☆